# Led Zeppelin North American Tour Summer 1970
Led Zeppelin North American Tour Summer 1970 var en konsertturné med det brittiska hårdrocksbandet Led Zeppelin i USA och Kanada 15 augusti - 19 september 1970. Denna turné blev en väldig succé för Led Zeppelin, som de spelade för entusiastisk publik. Turnén var ursprungligen planerad att inledas den 5 augusti i Cincinnati, men på grund av att John Paul Jones pappa var sjuk förskjuts startdatumet med tio dagar.

## Låtlista
En ganska typisk låtlista med viss variation är följande:
1. "Immigrant Song" (Page, Plant)
2. "Heartbreaker" (Bonham, Page, Plant)
3. "Dazed and Confused" (Page)
4. "Bring It On Home" (Page, Plant, Dixon)
5. "That's the Way" (Page, Plant)
6. "Bron-Yr-Aur" (Page)
7. "Since I've Been Loving You" (Page, Plant, Jones)
8. "Orgelsolo"/"Thank You" (Page, Plant)
9. "What Is and What Should Never Be" (Page, Plant)
10. "Moby Dick" (Bonham)
11. "Whole Lotta Love" (Bonham, Dixon, Jones, Page, Plant)

Extranummer med några av följande låtar:
- "Communication Breakdown" (Bonham, Jones, Page)
- "Out On the Tiles" (Page, Plant, Bonham)
- "How Many More Times" (Page, Jones, Bonham)
- "Train Kept A-Rollin' (Bradshaw, Kay, Mann)
- "Blueberry Hill" (Lewis, Stock)

## Turnédatum
- 15/08/1970:  Yale Bowl - New Haven
- 17/08/1970:  Hampton Roads Coliseum - Hampton (Virginia)
- 19/08/1970:  Municipal Auditorium - Kansas City (Missouri)
- 20/08/1970:  State Fair Coliseum - Oklahoma City
- 21/08/1970:  Assembly Center - Tulsa
- 22/08/1970:  Tarrant County Convention Center - Fort Worth
- 25/08/1970:  Municipal Auditorium - Nashville
- 26/08/1970:  Public Auditorium - Cleveland
- 28/08/1970:  Olympia Stadium - Detroit
- 29/08/1970:  Man-Pop Festival, Winnipeg Arena - Winnipeg
- 31/08/1970:  Milwaukee Arena - Milwaukee
- 01/09/1970:  Seattle Center Coliseum - Seattle
- 02/09/1970:  Oakland Coliseum - Oakland
- 03/09/1970:  San Diego Sports Arena - San Diego
- 04/09/1970:  The Forum - Inglewood (Kalifornien)
- 05/09/1970:  International Center - Honolulu
- 06/09/1970:  International Center - Honolulu
- 09/09/1970:  Boston Garden - Boston
- 19/09/1970:  Madison Square Garden - New York (2 spelningar)